# Gunnera tayrona
Gunnera tayrona är en gunneraväxtart som beskrevs av L.E. Moro-osejo. Gunnera tayrona ingår i släktet gunneror, och familjen gunneraväxter. Inga underarter finns listade.